# Bartolomeo della Rovere

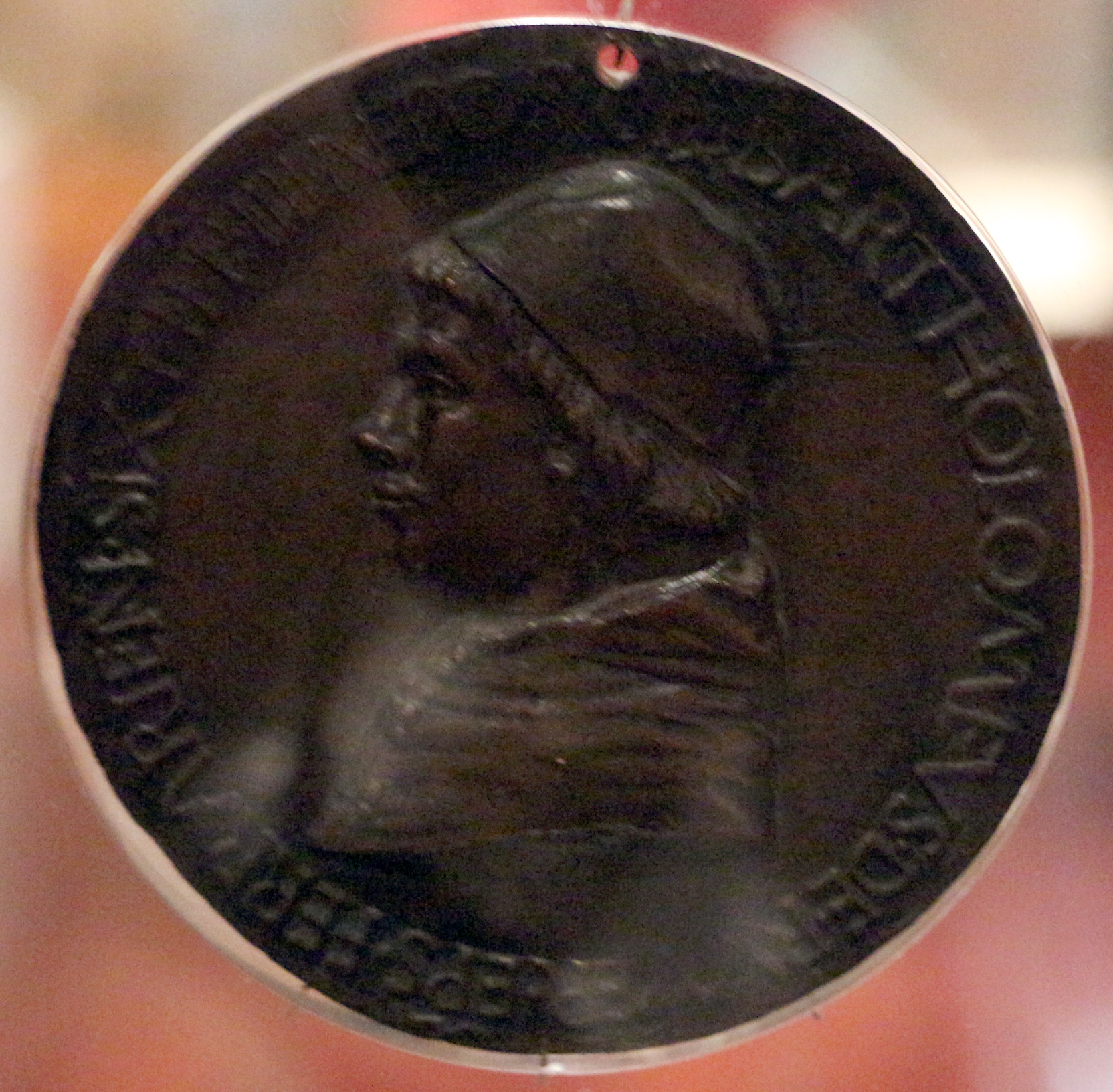
Bartolomeo della Rovere als Bischof von Ferrara (Medaille 1474)

Bartolomeo della Rovere OFM (* um 1446 in Savona; † 1494 in Rom) war ein Ordenspriester aus der angesehenen italienischen Familie Della Rovere.

## Leben
Der Franziskaner war der dritte Sohn des Senators von Rom, Raffaele della Rovere, und seiner Frau Teodora Manirolo. Papst Julius II. war sein Bruder, Papst Sixtus IV. sein Onkel.
Am 8. Januar 1472 wurde Bartolomeo Bischof von Massa Marittima und am 11. Juli 1474 Bischof von Ferrara. Ab 1480 war er Lateinischer Patriarch von Jerusalem.